# Будник, Елена Михайловна
Елена Михайловна Будник (бел. Алена Міхайлаўна Буднік; род. 9 мая 1976) — белорусская легкоатлетка, специалистка по бегу на короткие дистанции. Выступала на профессиональном уровне в 1998—2005 годах, победительница и призёрка первенств национального значения, участница летних Олимпийских игр в Сиднее.

## Биография
Елена Будник родилась 9 мая 1976 года. Проживала в городе Пинске Брестской области Белорусской ССР.
Активно выступала на соревнованиях начиная с 1998 года.
В 2000 году на турнире в Бресте установила свой личный рекорд в беге на 400 метров — 52,25. Благодаря череде удачных выступлений вошла в состав белорусской национальной сборной и удостоилась права защищать честь страны на летних Олимпийских играх в Сиднее. Вместе с соотечественницами Натальей Сологуб, Ириной Хлюстовой и Анной Козак стартовала в программе эстафеты 4 × 400 метров — на предварительном квалификационном этапе с национальным рекордом Белоруссии (3:26,31) стала третьей и в финал не вышла.
После сиднейской Олимпиады Будник осталась действующей спортсменкой и продолжила принимать участие в различных легкоатлетических стартах. Завершила спортивную карьеру по окончании сезона 2005 года.